# Hvalfisken
Hvalfisken el. Hvalen (Cetus) er et stjernebillede på den sydlige himmelkugle.